# Myszczyn
Myszczyn [pronunciación en polaco: /ˈmɨʂt͡ʂɨn/] es un pueblo ubicado en el distrito administrativo de Gmina Ożarów Mazowiecki, dentro del Condado de Varsovia Del oeste, Voivodato de Mazovia, en el este de Polonia central. Se encuentra aproximadamente a 9 kilómetros al oeste de Ożarów Mazowiecki y a 22 kilómetros al oeste de Varsovia.